# Miki Sugawara
Miki Sugawara (japanisch 菅原 美希, Sugawara Miki) ist eine ehemalige japanische Fußballspielerin.

## Karriere

### Verein
Sie begann ihre Karriere bei Iga FC Kunoichi.

### Nationalmannschaft
Im Jahr 1998 debütierte Sugawara für die japanischen Nationalmannschaft. Sie wurde in den Kader der Asienspiele 1998 berufen. Insgesamt bestritt sie sieben Länderspiele für Japan.